# Maurits De Schrijver
Maurits De Schrijver (Aalst, 1951. június 26. –) válogatott belga labdarúgó, hátvéd, edző.
Részt vett az 1982-es spanyolországi világbajnokságon.